# Championnat des îles Féroé de football 2009
Navigation
Saison précédente Saison suivante
La saison 2009 de Vodafonedeildin est la soixante-septième édition de la première division féroïenne.
Lors de cette saison, EB/Streymur a tenté de conserver son titre de champion. EB/Streymur manquera finalement de remporter un deuxième titre consécutif au profit du HB Tórshavn qui remportera le championnat pour la 20e fois de son histoire. Le championnat est également marqué par la lutte contre la relégation entre B36 Tórshavn et KÍ Klaksvík. Après une saison 2008 où KÍ avait également lutté contre la relégation pendant une grande partie de la saison et avait finalement réussi à se sauver dans les ultimes journées, l'épisode 2009 aura été fatale au club et ce malgré le retour de l'ancien international féroïen Todi Jónsson à la mi-saison pour sauver son club d'enfance de la relégation, KÍ est relégué pour la première fois de son histoire alors qu'ils faisaient partie de l'élite depuis sa création. 07 Vestur est également relégué au terme du championnat.
Les dix clubs participants au championnat sont confrontés à trois reprises aux neuf autres dans une série de matchs se déroulant sur toute l'année.
Trois places sont qualificatives pour les compétitions européennes, la quatrième place étant celles du vainqueur de la Løgmanssteypið 2009.

## Qualifications en coupe d'Europe
À l'issue de la saison, le champion se qualifiera pour le 1er tour de qualification des champions de la Ligue des champions 2010-2011.
Alors que le vainqueur de la Løgmanssteypið prendra la première des trois places en Ligue Europa 2009-2010, les deux autres places reviendront au deuxième et au troisième du championnat. Il est à noter que ces deux dernières places ne qualifie que pour le premier tour de qualification, et non pour le deuxième comme la précédente. Aussi si le vainqueur de la coupe fait partie des trois premiers, les places sont décalées et la dernière place revient au finaliste de la coupe. Si ce dernier club fait lui-même partie des trois premiers, la dernière place revient au quatrième du championnat.

## Les 10 clubs participants

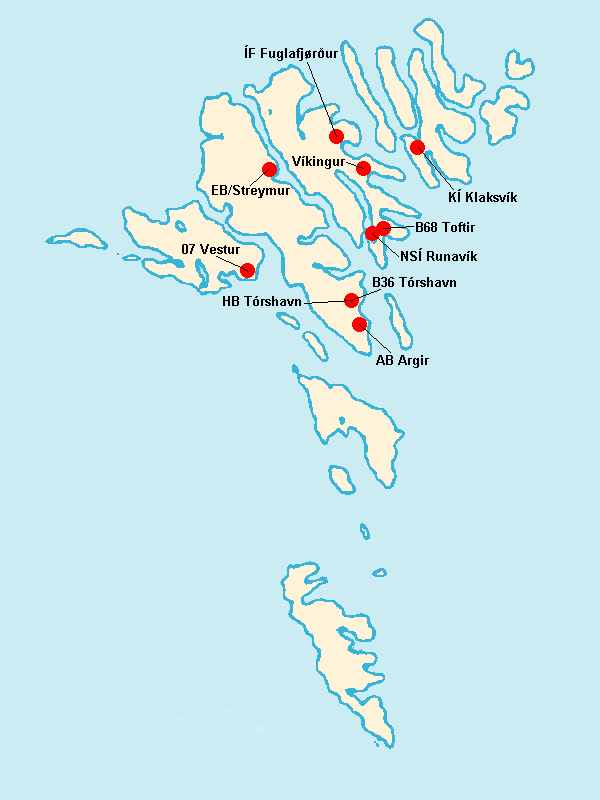
Localisation des clubs engagés dans le championnat.

| Club            | Stade          | Capacité | Ville               |
| --------------- | -------------- | -------- | ------------------- |
| 07 Vestur       | Pálsoyran      | -        | Sørvagur/Sandavágur |
| AB Argir        | Vika           | 2000     | Argir               |
| B36 Tórshavn    | Gundadalur     | 5000     | Tórshavn            |
| B68 Toftir      | Svangaskarð    | 6000     | Toftir              |
| EB/Streymur     | við Margáir    | 1000     | Eiði/Streymnes      |
| HB Tórshavn     | Gundadalur     | 5000     | Tórshavn            |
| ÍF Fuglafjørður | Fløtugerði     | 3000     | Fuglafjørður        |
| KÍ Klaksvík     | Injector Arena | 3000     | Klaksvík            |
| NSÍ Runavík     | við Løkin      | 2000     | Runavík             |
| Víkingur        | Sarpugerði     | 3000     | Gøta/Leirvík        |

## Compétition

### Classement
Le classement est établi sur le barème de points classique (victoire à 3 points, match nul à 1, défaite à 0).
Pour départager les égalités, on tient d'abord compte de la différence de buts générale, puis du nombre de buts marqués, puis des confrontations directes et enfin si la qualification ou la relégation est en jeu, les deux équipes jouent une rencontre d'appui sur terrain neutre.
| Rang | Équipe          | Pts | J  | G  | N | P  | Bp | Bc | Diff |
| ---- | --------------- | --- | -- | -- | - | -- | -- | -- | ---- |
| 1    | HB Tórshavn     | 55  | 27 | 16 | 7 | 4  | 59 | 37 | +22  |
| 2    | EB/Streymur (T) | 50  | 27 | 15 | 5 | 7  | 56 | 34 | +22  |
| 3    | Víkingur (C)    | 47  | 27 | 14 | 5 | 8  | 51 | 36 | +15  |
| 4    | NSÍ Runavík     | 44  | 27 | 13 | 5 | 9  | 56 | 46 | +10  |
| 5    | B68 Toftir      | 43  | 27 | 12 | 7 | 8  | 48 | 41 | +7   |
| 6    | AB Argir (P)    | 34  | 27 | 9  | 7 | 11 | 29 | 35 | -6   |
| 7    | ÍF Fuglafjørður | 30  | 27 | 8  | 6 | 13 | 45 | 48 | -3   |
| 8    | B36 Tórshavn    | 28  | 27 | 7  | 7 | 13 | 37 | 53 | -16  |
| 9    | KÍ Klaksvík     | 24  | 27 | 6  | 6 | 15 | 30 | 57 | -27  |
| 10   | 07 Vestur (P)   | 19  | 27 | 4  | 7 | 16 | 39 | 63 | -24  |

| Légende : Qualifications et relégations | Légende : Qualifications et relégations                                             |
| --------------------------------------- | ----------------------------------------------------------------------------------- |
|                                         | Ligue des champions 2010-2011 (1er tour de qualification des champions)             |
|                                         | Ligue Europa 2010-2011 (2e tour de qualification)                                   |
|                                         | Ligue Europa 2010-2011 (1er tour de qualification)                                  |
|                                         | Relégation en 1.Deild                                                               |
|                                         | (T) : Tenant du titre 2008 (P) : Promu en 2008 (C) : Vainqueur de la Løgmanssteypið |

### Matchs

#### Phase 1
| Résultats (▼dom., ►ext.)                                   | Ves | AB  | B36 | B68 | EB/S | HB  | ÍF  | KÍ  | NSÍ | Vík |
| 07 Vestur                                                  |     | -   | 4-2 | -   | 3-5  | 2-3 | 1-1 | -   | 1-4 | -   |
| AB Argir                                                   | 2-2 |     | 3-1 | -   | 1-1  | -   | 2-0 | -   | -   | 0-1 |
| B36 Tórshavn                                               | -   | 3-2 |     | 0-2 | -    | 2-2 | -   | 1-0 | 2-3 | -   |
| B68 Toftir                                                 | 2-1 | 1-0 | -   |     | -    | 3-3 | -   | 2-0 | -   | -   |
| EB/Streymur                                                | 2-1 | -   | 0-0 | 3-0 |      | -   | 2-2 | -   | 3-4 | -   |
| HB Tórshavn                                                | -   | 4-0 | -   | 3-1 | 1-0  |     | -   | 4-2 | -   | 2-1 |
| ÍF Fuglafjørður                                            | -   | -   | 1-2 | 3-2 | -    | 1-3 |     | 1-0 | 1-2 | 1-2 |
| KÍ Klaksvík                                                | 2-2 | 0-1 | -   | -   | 0-0  | -   | -   |     | 0-2 | 2-2 |
| NSÍ Runavík                                                | -   | 0-1 | -   | 2-2 | -    | 2-1 | -   | 1-1 |     | 1-2 |
| Víkingur                                                   | 6-2 | -   | 3-1 | 3-3 | 0-2  | -   | 2-0 | -   | -   |     |
| - Victoire à domicile - Match nul - Victoire à l'extérieur |     |     |     |     |      |     |     |     |     |     |

#### Phase 2
| Résultats (▼dom., ►ext.)                                   | Ves | AB | B36 | B68 | EB/S | HB | ÍF | KÍ | NSÍ | Vík |
| 07 Vestur                                                  |     |    | -   |     |      | -  | -  |    | -   |     |
| AB Argir                                                   | -   |    |     |     | -    |    | -  |    |     | -   |
| B36 Tórshavn                                               |     | -  |     | -   |      | -  |    | -  | -   |     |
| B68 Toftir                                                 | -   | -  |     |     |      |    | -  | -  |     |     |
| EB/Streymur                                                | -   |    | -   | -   |      |    | -  |    | -   |     |
| HB Tórshavn                                                |     | -  |     | -   | -    |    |    | -  |     | -   |
| ÍF Fuglafjørður                                            |     |    | -   |     |      | -  |    | -  | -   |     |
| KÍ Klaksvík                                                | -   | -  |     |     | -    |    |    |    |     | -   |
| NSÍ Runavík                                                |     | -  |     | -   |      | -  |    | -  |     | -   |
| Víkingur                                                   | -   |    | -   | -   | -    |    | -  |    |     |     |
| - Victoire à domicile - Match nul - Victoire à l'extérieur |     |    |     |     |      |    |    |    |     |     |

## Bilan de la saison
| Tableau d'honneur |             |
| Compétition       | Vainqueur   |
| Vodafonedeildin   | HB Tórshavn |
| Løgmanssteypið    | Víkingur    |

| Qualifications européennes 2010-2011    |             |
| Ligue des champions                     | Qualifiés   |
| 1er tour de qualification des champions | HB Tórshavn |
| Ligue Europa                            | Qualifiés   |
| 2e tour de qualification                | Víkingur    |
| 1er tour de qualification               | EB/Streymur |
| 1er tour de qualification               | NSÍ Runavík |

| Promotions et relégations |                       |
| Relégués en 1. Deild      | KÍ Klaksvík 07 Vestur |
| Promus de 1. Deild        | B71 Sandoy VB/Samba   |

## Statistiques

### Meilleurs buteurs
| # | Buteurs                  | Clubs           | Nb de Buts |
| - | ------------------------ | --------------- | ---------- |
| 1 | Finnur Justinussen       | Víkingur        | 19         |
| 2 | Arnbjørn Hansen          | EB/Streymur     | 17         |
| 3 | Ameth Keita              | B68 Toftir      | 15         |
| 4 | Andrew av Fløtum         | HB Tórshavn     | 14         |
| 4 | Karoly Potemkin          | NSÍ Runavík     | 14         |
| 6 | Hjalgrím Elttør          | KÍ Klaksvík     | 12         |
| 7 | Jens Erik Rasmussen      | 07 Vestur       | 10         |
| 7 | Fróði Benjaminsen        | HB Tórshavn     | 10         |
| 9 | Rógvi Poulsen            | HB Tórshavn     | 9          |
| 9 | Andy Olsen               | ÍF Fuglafjørður | 9          |
| 9 | Bogi Løkin               | NSÍ Runavík     | 9          |
| 9 | Christian Høgni Jacobsen | NSÍ Runavík     | 9          |